# Diócesis de Lodi
La diócesis de Lodi (en latín: Dioecesis Laudensis y en italiano: Diocesi di Lodi) es una circunscripción eclesiástica de la Iglesia católica en Italia. Se trata de una diócesis latina, sufragánea de la arquidiócesis de Milán. Desde el 26 de agosto de 2014 su obispo es Maurizio Malvestiti.

## Territorio y organización

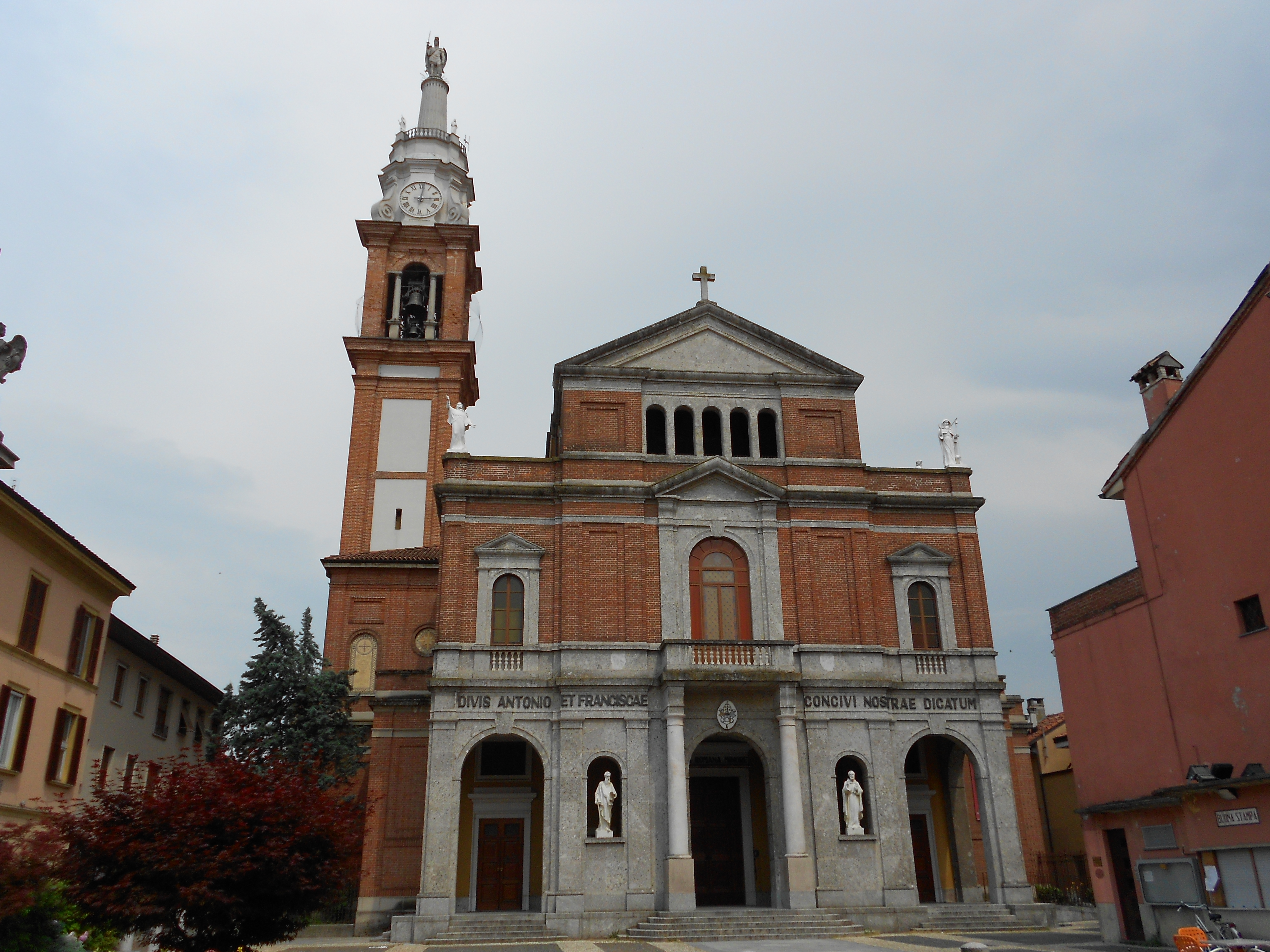
Basílica de San Antonio Abad y Santa Francisca Cabrini, en Sant'Angelo Lodigiano

La diócesis tiene 894 km² y extiende su jurisdicción sobre los fieles católicos de rito latino residentes en parte de la región de Lombardía, comprendiendo: 
- la provincia de Lodi;[1]
- en la ciudad metropolitana de Milán las comunas de: Cerro al Lambro, Colturano, Dresano, Paullo, San Zenone al Lambro, San Colombano al Lambro, Tribiano;
- en la provincia de Cremona las comunas de: Dovera, Spino d'Adda y las fracciones Nosadello y Gradella de la comuna de Pandino;
- en la provincia de Pavía la comuna de Miradolo Terme.

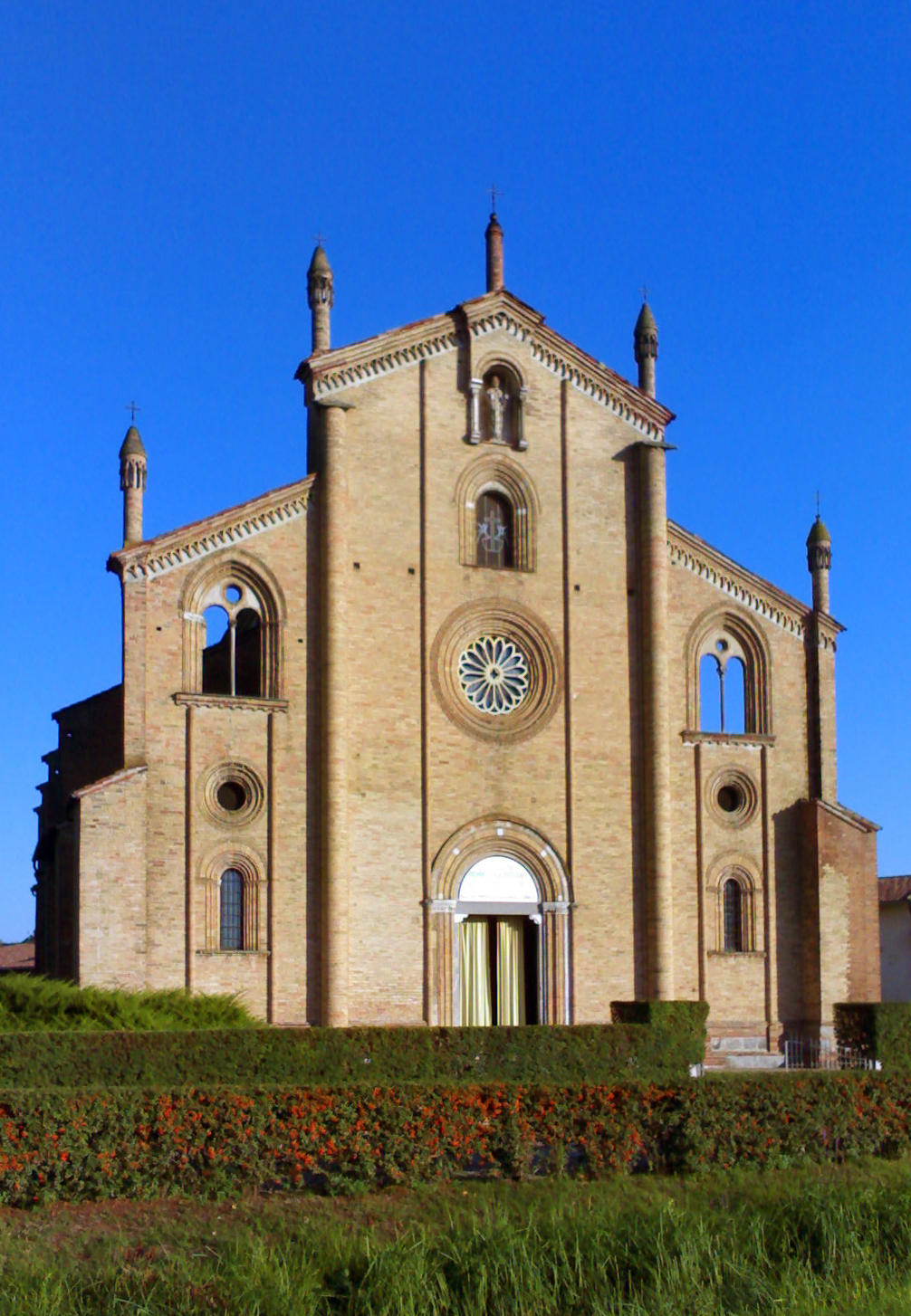
Basílica de los XII Apóstoles, en Lodi Vecchio

La sede de la diócesis se encuentra en la ciudad de Lodi, en donde se halla la Catedral basílica de Santa María Asunta. En Sant'Angelo Lodigiano se halla la basílica de San Antonio Abad y Santa Francisca Cabrini y en Lodi Vecchio la basílica de los XII Apóstoles.
En 2021 en la diócesis existían 123 parroquias agrupadas en 6 vicariatos: Lodi, Lodi Vecchio-San Martino in Strada, Casalpusterlengo, Codogno, Sant'Angelo Lodigiano y Paullo-Spino d'Adda.
El rito ambrosiano es utilizado solo en las parroquias de Colturano y Balbiano.

## Historia
El primer testimonio de la existencia de una comunidad cristiana en Lodi se remonta al siglo IV, cuando, hacia los años 304-305, fueron martirizados en Laus Pompeia (hoy Lodi Vecchio) los santos mártires Víctor, Nabor y Félix, quienes dieron el impulso vital para la cristianización de la ciudad. Tradicionalmente se atribuye la fundación de la diócesis a san Basiano, principal patrono de la diócesis y obispo de Lodi del 374 al 409. Desde el principio ha sido sufragánea de la arquidiócesis de Milán.
La iglesia con la fecha de consagración más antigua es la basílica de los XII Apóstoles de Lodi Vecchio, consagrada por Basiano, Ambrosio de Milán y Félix de Como en el año 378. La decana de las iglesias parroquiales de la diócesis de Lodi por fecha de consagración es el prepositural de la Natividad de la Bienaventurada Virgen María en Castelnuovo Bocca d'Adda (consagrada por el obispo Carlo Pallavicino el 14 de julio de 1471), la vicedecana es el Iglesia arciprestal de los Santos Nicolò y Angelo de Villanova del Sillaro (consagrada por el propio Pallavicino en 1496).
Después de la destrucción de la ciudad romana de Laus Pompeia por los milaneses, la ciudad fue refundada en su ubicación actual por el emperador Federico I Barbarroja el 3 de agosto de 1158. El segundo obispo de Lodi nuova fue san Alberto Quadrelli (patrono secundario de la diócesis, celebrado el 4 de julio). La continuidad entre las dos sedes fue sancionada por el solemne traslado del cuerpo de san Basiano, de la basílica de Laus a la catedral nueva, el 4 de noviembre de 1163.
En 1243, Lodi, habiendo pasado a la facción gibelina, tuvo que sufrir el interdicto y la supresión del obispado, que luego fue restablecido en 1252.
El primer documento en el que también se titula conde al obispo de Lodi Bernardo Talenti data del año 1298. De su episcopado se remonta la leyenda de un dragón (Tarantasio) que mataba a los hombres con su hedor pestilente; el hecho tal vez se refiere a la malaria que se desarrolló en algunas tierras después de una inundación. En cualquier caso, para erradicar la calamidad los habitantes de Lodi pronunciaron y luego cumplieron un voto, comprometiéndose a construir la iglesia de San Cristoforo.
El sucesor de Bernardo Talenti, Egidio Dell'Acqua, obtuvo del emperador Enrique VII nuevos feudos y tierras para él y sus sucesores. Después de su muerte, las facciones gibelina|güelfas y gibelinas dentro del capítulo eligieron dos candidatos opuestos, pero ninguno obtuvo la confirmación papal. Para resolver la controversia, el papa Juan XXII nombró un sucesor después de cinco años de sede vacante.
En la época tridentina, san Carlos Borromeo dio un gran impulso a la renovación de la diócesis, cuya influencia en la diócesis de Lodi fue más decisiva que en otros lugares. Convocó una visita pastoral a la diócesis que duró cuatro años, convocó el sínodo diocesano que emitió 104 artículos de obligaciones y prescripciones, desde la obligación de residencia hasta la de llevar registros de bautismos, defunciones y matrimonios. A raíz de los decretos tridentinos se creó el seminario, iniciado en 1571 e inaugurado en 1575 por el obispo Antonio Scarampi.
El 11 de abril de 1580 Lodi cedió una parte del territorio para la erección de la diócesis de Crema mediante la bula Super universas del papa Gregorio XIII.
El 16 de febrero de 1820, mediante la bula Paternae charitatis del papa Pío VII, se revisaron las fronteras entre la diócesis de Lodi y las de Pavía y Plasencia, con un mutuo intercambio de diferentes parroquias.
Entre las figuras eminentes y santas de la diócesis se pueden recordar a Francisca Javiera Cabrini, patrona de los emigrantes, san Gualtero Garbagni (siglo XIII), los santos Julián, Ciriaco y Tiziano (primeros obispos de Laus), san Vincenzo Grossi, fundador de las Hijas del Oratorio, la sierva de Dios Antonia Maria Belloni (clarisa de Codogno, siglos XVII-XVIII), el venerable padre Carlo d'Abbiategrasso (fraile capuchino en el santuario de la Madonna dei Cappuccini de Casalpusterlengo, siglo XIX), Pietro Trabattoni (arcipreste de Maleo a finales del siglo XIX) gran amigo del futuro papa Juan XXIII, los beatos Carlo Gnocchi, Luigi Savarè, Giovanni Quaini.
El 25 de mayo de 1964 la catedral de Santa María Asunta fue reconsagrada por el obispo Tarcisio Vincenzo Benedetti después de las restauraciones que la devolvieron a su aspecto románico original.
El 23 de mayo de 1978 recibió de la arquidiócesis de Milán el territorio de Riozzo mediante el decreto De animarum de la Congregación para los Obispos, que al mismo tiempo pasó del rito ambrosiano al romano. El 20 de enero de 1979 se produjo un intercambio de territorios con la vecina diócesis de Pavía mediante el decreto Quo aptius de la Congregación para los Obispos: la diócesis de Lodi adquirió las fracciones de Camporinaldo (comuna de Miradolo Terme) y Corte Sant'Andrea (comuna de Senna Lodigiana), cediendo a Pavía partes de la comunas de Marzano y Bascapè; de esta manera los límites entre las dos diócesis han llegado a coincidir con los límites comunales. El 3 de marzo de 1989 adquirió de la arquidiócesis de Milán las parroquias de Colturano y Balbiano mediante el decreto Quo aptius de la Congregación para los Obispos, que han mantenido el rito ambrosiano.

## Estadísticas
Según el Anuario Pontificio 2022 la diócesis tenía a fines de 2021 un total de 271 689 fieles bautizados.
| Año                                                                             | Población            | Población | Población      | Sacerdotes | Sacerdotes    | Sacerdotes    | Bautizados por sacerdote | Diáconos permanentes | Religiosos | Religiosos | Parroquias |
| Año                                                                             | Bautizados católicos | Total     | % de católicos | Total      | Clero secular | Clero regular | Bautizados por sacerdote | Diáconos permanentes | Varones    | Mujeres    | Parroquias |
| ------------------------------------------------------------------------------- | -------------------- | --------- | -------------- | ---------- | ------------- | ------------- | ------------------------ | -------------------- | ---------- | ---------- | ---------- |
| 1950                                                                            | 205 400              | 205 491   | 100.0          | 351        | 320           | 31            | 585                      |                      | 50         | 744        | 115        |
| 1970                                                                            | 209 000              | 209 400   | 99.8           | 323        | 293           | 30            | 647                      |                      | 40         | 600        | 122        |
| 1980                                                                            | 215 000              | 215 300   | 99.9           | 285        | 264           | 21            | 754                      |                      | 36         | 700        | 125        |
| 1990                                                                            | 219 173              | 219 695   | 99.8           | 265        | 242           | 23            | 827                      |                      | 36         | 518        | 125        |
| 1999                                                                            | 240 439              | 242 372   | 99.2           | 247        | 222           | 25            | 973                      |                      | 31         | 360        | 127        |
| 2000                                                                            | 241 034              | 242 954   | 99.2           | 243        | 218           | 25            | 991                      |                      | 31         | 348        | 127        |
| 2001                                                                            | 246 128              | 248 403   | 99.1           | 236        | 213           | 23            | 1042                     |                      | 29         | 324        | 127        |
| 2002                                                                            | 249 087              | 251 583   | 99.0           | 233        | 213           | 20            | 1069                     |                      | 25         | 322        | 127        |
| 2003                                                                            | 251 230              | 254 059   | 98.9           | 230        | 211           | 19            | 1092                     |                      | 23         | 316        | 127        |
| 2004                                                                            | 253 166              | 256 855   | 98.6           | 228        | 209           | 19            | 1110                     |                      | 23         | 302        | 126        |
| 2013                                                                            | 272 900              | 286 469   | 95.3           | 204        | 190           | 14            | 1337                     | 3                    | 17         | 192        | 123        |
| 2016                                                                            | 277 825              | 291 737   | 95.2           | 200        | 186           | 14            | 1389                     | 3                    | 16         | 186        | 123        |
| 2019                                                                            | 277 578              | 291 116   | 95.3           | 190        | 174           | 16            | 1460                     | 3                    | 16         | 152        | 123        |
| 2021                                                                            | 271 689              | 285 510   | 95.2           | 169        | 158           | 11            | 1607                     | 4                    | 15         | 138        | 123        |
| Fuente: Catholic-Hierarchy, que a su vez toma los datos del Anuario Pontificio. |                      |           |                |            |               |               |                          |                      |            |            |            |

## Episcopologio
Debido a la destrucción de Lodi Vecchio y a la dispersión de los documentos antiguos, la cronología de los primeros siglos de la diócesis es muy deficiente.
- San Bassiano † (antes de 381-después de 397)[nota 1]
- San Giuliano †[nota 2]
- San Ciriaco † (mencionado en 451)
- San Tiziano † (474-1 de mayo de 476 falleció)[nota 3]
- Proietto † (563 o 566-575 o 578 falleció)
- Donato † (antes de 679-después de 680)
- Ippolito † (antes de 759-después de 761)
- Eriberto o Erimperto † (antes de 827-después de 842)[nota 4]
- Giacomo I † (mencionado en 852)
- Uberto † (mencionado en 856)[nota 5]
- Ramberto o Raperto † (mencionado en 864)
- Gerardo I † (antes de 876-después de 888)
- Amaione? † (mencionado en 892)
- Ildegardo † (antes de 898-después de 915)
- Zilio (Egidio) da Vignate? † (mencionado en 924)[nota 6]
- Olgerio (o Ogglerio) † (siglo X)[nota 7]
- Ambrogio I † (antes de 942-después de 945?)[nota 8]
- Aldegrauso o Aldergardo † (antes de 951-después de enero de 970)
- Andrea † (antes de noviembre de 971-después de 1002)
- Notker (o Nokerio) † (primera mitad del siglo XI)[nota 9]
  - Olderico † (circa 1027) (obispo electo)[nota 10]
- Ambrogio II † (circa 1027-después de 1051)
- Obizzo (o Opizzone) † (antes de 1059-después de 1083)[nota 11]
- Fredenzone †
- Rainaldo †[nota 12]
- Arderico da Vignate † (antes de 1105-después de octubre de 1127)
- Allone † (mencionado en 1128 o 1130)
- Guido †[nota 13]
- Giovanni I † (mayo de 1135-después de abril de 1143)[nota 14]
- Lanfranco † (antes de diciembre de 1143-28 de agosto de 1158 falleció)
- Alberico da Merlino † (1158-1168 depuesto)[nota 15]
- San Alberto Quadrelli † (1168-4 de julio de 1173 falleció)
- Alberico dal Corno † (1173-4 de julio de 1189 falleció)
- Arderico di Sant'Agnese † (1189-1217 falleció)
- Giacomo da Cerreto, O.Cist. † (1217-1217 falleció)
- Ambrogio dal Corno † (1217-después del 7 de noviembre de 1218 falleció)
- Ottobello (Soffientini?) † (1219-1243 falleció)
  - Diócesis suprimida por veto papal (1243-1252)
- Bongiovanni Fissiraga † (9 de enero de 1252-8 de octubre de 1289 falleció)
- Raimondo Sommaria, O.P. † (17 de diciembre de 1289-1296 falleció)
- Bernardo Talenti † (29 de abril de 1296-15 de junio de 1307 falleció)
- Egidio Dell'Acqua † (15 de julio de 1307-abril de 1312 falleció)
  - Sede vacante (1312-1318)
- Beato Leone Palatini, O.F.M. † (5 de marzo de 1318-16 de marzo de 1343 falleció)
- Luca di Castello, O.F.M. † (31 de marzo de 1343-después l'8 de diciembre de 1353 falleció)
- Paolo Cadamosto † (7 de febrero de 1354-diciembre de 1387 falleció)
- Pietro della Scala † (12 de noviembre de 1388-1392 falleció)
- Bonifacio Bottigella, O.E.S.A. † (5 de febrero de 1393-1404 falleció)
  - Sede vacante (1404-1407)
- Giacomo Bellardi (o Arrigoni), O.P. † (26 de febrero de 1407-10 de enero de 1418 nombrado obispo de Trieste)
  - Gerardo Landriani Capitani † (13 de mayo de 1418-15 de marzo de 1419 nombrado obispo) (administrador apostólico)
- Gerardo Landriani Capitani † (15 de marzo de 1419-6 de marzo de 1437 nombrado obispo de Como)[nota 16]
- Antonio Bernieri † (12 de junio de 1437-29 de mayo de 1456 falleció)
- Carlo Pallavicino † (21 de junio de 1456-1 de octubre de 1497 falleció)
- Ottaviano Maria Sforza † (27 de octubre de 1497-1499 renunció)
  - Claude de Seyssel † (13 de agosto de 1501-1512 renunció) (administrador apostólico)
- Ottaviano Maria Sforza † (1512-19 de noviembre de 1519 nombrado obispo de Arezzo) (por segunda vez)
- Gerolamo Sansoni † (19 de noviembre de 1519-1536 falleció)
- Giacomo Simonetta † (4 de agosto de 1536-20 de junio de 1537 renunció)
- Giovanni Simonetta † (20 de junio de 1537-1557 renunció)
- Gianantonio Capizucchi † (5 de julio de 1557-28 de enero de 1569 falleció)
- Antonio Scarampi † (9 de marzo de 1569-30 de julio de 1576 falleció)
- Girolamo Federici † (6 de agosto de 1576-6 de noviembre de 1579 falleció)
- Ludovico Taverna † (9 de diciembre de 1579-1616 renunció)
- Michelangelo Seghizzi, O.P. † (13 de junio de 1616-9 de marzo de 1625[8] falleció)
- Clemente Gera † (21 de mayo de 1625-23 de noviembre de 1643 falleció)
- Pietro Vidoni † (13 de julio de 1644-16 de junio de 1669 renunció)
- Serafino Corio, C.R. † (15 de julio de 1669-21 de abril de 1671 falleció)
  - Giovanni Battista Rabbia, C.R. † (28 de septiembre de 1671-19 de enero de 1672 falleció) (obispo electo)[nota 17]
- Bartolomeo Menatti † (11 de septiembre de 1673-15 de marzo de 1702 falleció)
- Ortensio Visconti † (12 de junio de 1702-13 de junio de 1725 falleció)
- Carlo Ambrogio Mezzabarba † (23 de julio de 1725-7 de diciembre de 1741 falleció)
- Giuseppe Gallarati † (18 de abril de 1742-14 de abril de 1765 renunció)
- Salvatore Andreani, B. † (22 de abril de 1765-1 de abril de 1784 falleció)
- Gianantonio Della Beretta † (14 de febrero de 1785-16 de febrero de 1816 falleció)
  - Sede vacante (1816-1819)
- Alessandro Maria Pagani † (27 de septiembre de 1819-27 de junio de 1835 falleció)
  - Sede vacante (1835-1837)
- Gaetano Benaglia † (2 de octubre de 1837-13 de junio de 1868 falleció)
  - Sede vacante (1868-1871)
- Domenico Maria Gelmini † (24 de noviembre de 1871-25 de enero de 1888 falleció)
- Giovanni Battista Rota † (1 de junio de 1888-24 de febrero de 1913 falleció)
- Pietro Zanolini † (8 de julio de 1913-6 de diciembre de 1923 falleció)
- Ludovico Antomelli, O.F.M. † (24 de marzo de 1924-19 de junio de 1927 falleció)
- Pietro Calchi Novati † (8 de julio de 1927-11 de junio de 1952 falleció)
- Tarcisio Vincenzo Benedetti, O.C.D. † (11 de noviembre de 1952-24 de mayo de 1972 falleció)
- Giulio Oggioni † (28 de septiembre de 1972-20 de mayo de 1977 nombrado obispo de Bérgamo)
- Paolo Magnani † (27 de julio de 1977-19 de noviembre de 1988 nombrado obispo de Treviso)
- Giacomo Capuzzi † (7 de marzo de 1989-14 de noviembre de 2005 retirado)
- Giuseppe Merisi (14 de noviembre de 2005-26 de agosto de 2014 retirado)
- Maurizio Malvestiti, desde el 26 de agosto de 2014